# Raising Fear
Raising Fear (в переводе с англ. — «Вызывая страх») — третий студийный альбом группы Armored Saint, выпущенный в 1987 году.

## Список композиций
1. Raising Fear — 03:50
2. Saturday Night Special — 04:24
3. Out on a Limb — 03:34
4. Isolation — 06:00
5. Chemical Euphoria — 04:46
6. Crisis of Life — 04:05
7. Frozen Will / Legacy — 06:01
8. Human Vulture — 05:26
9. Book of Blood — 04:42
10. Terror — 04:44
11. Underdog — 04:19